# 迪芬贝克湖
迪芬贝克湖（英語：Lake Diefenbaker）是一个位于加拿大萨斯喀彻温省的水塘，是由于加德纳大坝和卡佩勒河大坝的建造而形成的。该水塘以第13任加拿大总理约翰·迪芬贝克命名。